# Suha pri Predosljah
Suha pri Predosljah je naselje v Mestni občini Kranj. S Kranjem je naselje povezano z mestnimi avtobusnimi progami št. 5, 6 in 11.